# Angel Trains

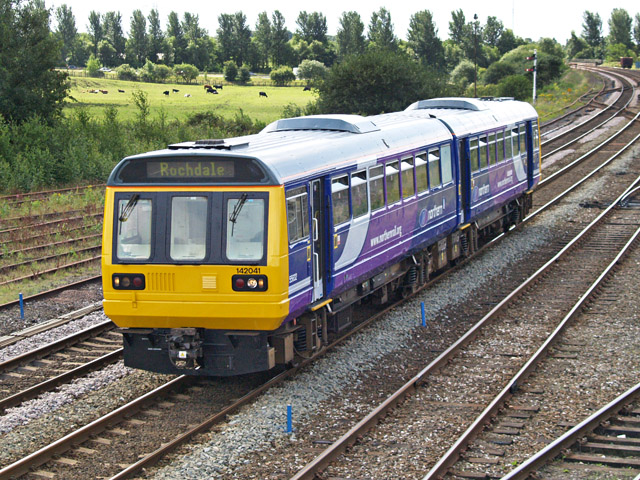
Az Angel Trains egyik motorvonata a Northern Railnál

Az Angel Trains Ltd. az Egyesült Királyság piacvezető vasúti gördülőállomány bérbeadó vállalkozása. A privatizáció óta az Angel Trains Ltd. csaknem 3 milliárd font értékben vásárolt új szerelvényeket illetve újított fel meglevő járműveket, ezzel az Egyesült Királyság vasúti ágazatának egyik legnagyobb magánszektorbeli szereplője.

## Járművek
| Típus                       | Darabszám | Leírás              | Üzemeltetők                |
| --------------------------- | --------- | ------------------- | -------------------------- |
| Alstom Coradia LINT 41      | 30        | Dízel motorvonat    | Arriva                     |
| Bombardier Talent, 3 részes | 49        | Dízel motorvonat    | Veolia és Arriva/PEG       |
| Bombardier Talent, 2 részes | 4         | Dízel motorvonat    | Veolia                     |
| Siemens Desiro              | 49        | Dízel motorvonat    | Veolia, DSB és Trans Regio |
| Stadler Regio-Shuttle RS1   | 20        | Dízel motorvonat    | Trans Regio                |
| Stadler FLIRT, 3 részes     | 14        | Villamos motorvonat | Westfalenbahn              |
| Stadler FLIRT, 4 részes     | 25        | Villamos motorvonat | Keolis                     |
| Stadler FLIRT, 5 részes     | 5         | Villamos motorvonat | Westfalenbahn              |